# Discographie de Highlight
La discographie du boys band sud-coréen Highlight (anciennement connu sous le nom de Beast) est constituée de cinq albums studios, neuf mini-albums et de quarante-deux singles.

## Albums

### Albums studios
| Titre                                                                              | Détails de l'album | Meilleures positions | Meilleures positions | Ventes                                         |        |
| Titre                                                                              | Détails de l'album | COR                  | JPN                  | Ventes                                         |        |
| Coréen                                                                             | Coréen | Coréen               | Coréen               | Coréen                                         | Coréen |
| ---------------------------------------------------------------------------------- | --- | -------------------- | -------------------- | ---------------------------------------------- | ------ |
| Fiction and Fact                                                                   | - Date de sortie : 17 mai 2011 - Labels : Cube Entertainment, Universal Music Group - Formats : CD, téléchargement numérique   | 1                    | —                    | - COR : plus de 160 184 - JPN : plus de 3 806  |        |
| Hard to Love, How to Love                                                          | - Date de sortie : 19 juillet 2013 - Labels : Cube Entertainment, Universal Music Group - Format: CD, téléchargement numérique | 1                    | 18                   | - COR : plus de 106 140 - JPN : plus de 16 772 |        |
| Highlight                                                                          | - Date de sortie 4 juillet 2016 - Labels : Cube Entertainment, Universal Music Group - Formats : CD, téléchargement numérique  | 1                    | 52                   | - COR : plus de 77 306 - JPN : plus de 1 455   |        |
| Japonais                                                                           | |                      |                      |                                                |        |
| So Beast                                                                           | - Date de sortie : 10 août 2011 - Labels : Far Eastern Tribe, Cube Entertainment - Formats : CD, téléchargement numérique      | 28                   | 3                    | - JPN : plus de 73 219 - COR : plus de 3 000   |        |
| Guess Who?                                                                         | - Date de sortie : 16 mars 2016 - Label : Universal Music Group, Beast Music - Formats : CD, téléchargement numérique          | —                    | 2                    | - JPN : plus de 22 316                         |        |
| "—" signifie que l'album ne s'est pas classé ou n'est pas sorti dans cette région. | |                      |                      |                                                |        |

### Mini-albums (EPs)
| Titre                                                                              | Détails | Meilleures positions | Meilleures positions | Ventes                                         |
| Titre                                                                              | Détails | COR                  | JPN                  | Ventes                                         |
| Coréen                                                                             | Coréen | Coréen               | Coréen               | Coréen                                         |
| ---------------------------------------------------------------------------------- | --- | -------------------- | -------------------- | ---------------------------------------------- |
| Beast Is the B2ST                                                                  | - Date de sortie : 14 octobre 2009 - Label : Cube Entertainment - Formats : CD, téléchargement numérique                                                    | 7                    | —                    | - COR : plus de 55 257,                        |
| Shock of the New Era                                                               | - Date de sortie : 1er mars 2010 - Labels : Cube Entertainment, Universal Music Group - Formats : CD, téléchargement numérique                              | 2                    | —                    | - COR : plus de 77 051,                        |
| Mastermind                                                                         | - Date de sortie : 28 septembre 2010 - Labels : Cube Entertainment, Universal Music Group, Jakorea - Formats : CD, téléchargement numérique                 | 2                    | —                    | - COR : plus de 64 071,                        |
| Lights Go On Again                                                                 | - Date de sortie : 9 novembre 2010 - Labels : Cube Entertainment, Universal Music Group, Jakorea - Formats : CD, téléchargement numérique                   | 1                    | —                    | - COR : plus de 82 542,                        |
| My Story                                                                           | - Date de sortie : 21 décembre 2010 - Labels : Cube Entertainment, Universal Music Group - Format : Téléchargement numérique                                | —                    | —                    | N/A                                            |
| Midnight Sun                                                                       | - Date de sortie : 22 juillet 2012 - Labels : Cube Entertainment, Universal Music Group, Far Eastern Tribe (Japon) - Formats : CD, téléchargement numérique | 1                    | 13                   | - COR : plus de 163 674 - JPN : plus de 24 679 |
| Good Luck                                                                          | - Date de sortie : 16 juin 2014 - Labels : Cube Entertainment, Universal Music Group - Formats : CD, téléchargement numérique                               | 1                    | 43                   | - COR : plus de 135 099 - JPN : plus de 6 733  |
| Time                                                                               | - Date de sortie : 20 octobre 2014 - Labels : Cube Entertainment, Universal Music Group - Formats : CD, téléchargement numérique                            | 1                    | 39                   | - COR : plus de 71 464 - JPN : plus de 4 736   |
| Ordinary                                                                           | - Date de sortie : 27 juillet 2015 - Labels : Cube Entertainment, Universal Music Group - Formats : CD, téléchargement numérique                            | 1                    | 40                   | - COR : plus de 85 337 - JPN : plus de 2 168   |
| "—" signifie que l'album ne s'est pas classé ou n'est pas sorti dans cette région. | |                      |                      |                                                |

### Compilations
| BEAST - Japan Premium Edition                                                      | - Date de sortie : 11 novembre 2010 - Labels : Far Eastern Tribe - Format : CD     | — | 13 | - JPN : plus de 14 354 | - CD1: Beast Is the B2ST (EP) - CD2: Shock Of The New Era (EP) - DVD: Music Video 1. Bad Girl 2. Shock 3. Beast in Tokyo |
| BEAST Japan Best                                                                   | - Date de sortie : 17 septembre 2014 - Label : Universal Music Group - Format : CD | — | 25 | - JPN : plus de 3 869  | 1. SHOCK –Version Japonaise- 2. BAD GIRL –Version Japonaise- 3. MYSTERY –Version Japonaise- 4. FICTION –Version Japonaise- 5. 雨が降る日には –Version Japonaise- 6. Midnight -星を数える夜- –Version Japonaise- 7. Shadow (影) –Version Japonaise– 8. Sad Movie 9. クリスマスキャロルの頃には 10. ADRENALINE 11. B.I.B 12. FICTION-ORCHESTRA VERSION –Japanese Version- 13. Another Orion (Yo-seob) 14. 君が思う以上に |
| "—" signifie que l'album ne s'est pas classé ou n'est pas sorti dans cette région. |                                                                                    |   |    |                        | |

## Singles
| "Bad Girl" | 2009 | 48 | —  | —  | —  |                                              | Beast Is the B2ST         |
| "Mystery" | 2009 | 23 | —  | —  | —  | - COR : plus de 1 371 314                    | Beast Is the B2ST         |
| "Shock" | 2010 | 3  | —  | —  | —  | - COR : plus de 2 108 155                    | Shock of the New Era      |
| "Take Care of My Girlfriend (Say No)" | 2010 | 28 | —  | —  | —  |                                              | Shock of the New Era      |
| "Clenching A Tight Fist" | 2010 | 10 | —  | —  | —  |                                              | Mastermind                |
| "Easy (Sincere Version)" | 2010 | 18 | —  | —  | —  |                                              | Non issu d'un album       |
| "Breath" | 2010 | 4  | —  | —  | —  | - COR : plus de 1 614 957                    | Mastermind                |
| "Beautiful" | 2010 | 6  | —  | —  | —  | - COR : plus de 1 305 018                    | Lights Go On Again        |
| "On Rainy Days" | 2011 | 3  | —  | —  | 68 | - COR : plus de 3 249 656                    | Fiction and Fact          |
| "Fiction" | 2011 | 5  | —  | —  | 95 | - COR : plus de 3 271 273                    | Fiction and Fact          |
| "I Knew It" | 2012 | 1  | —  | —  | 3  | - COR : plus de 1 961 842                    | Midnight Sun              |
| "Midnight" | 2012 | 2  | —  | —  | 6  | - COR : plus de 1 655 988                    | Midnight Sun              |
| "Beautiful Night" | 2012 | 3  | —  | —  | 4  | - COR : plus de 1 798 098                    | Midnight Sun              |
| "Will You Be Okay?" | 2013 | 1  | —  | —  | 1  | - COR : plus de 707 681                      | Hard to Love, How to Love |
| "I'm Sorry" | 2013 | 4  | —  | —  | 11 | - COR : plus de 421 537                      | Hard to Love, How to Love |
| "Shadow" | 2013 | 2  | —  | —  | 3  | - COR : plus de 766 306                      | Hard to Love, How to Love |
| "No More" | 2014 | 1  | —  | —  | 2  | - COR : plus de 483 140                      | Good Luck                 |
| "Good Luck" | 2014 | 1  | —  | —  | 3  | - COR : plus de 705 909                      | Good Luck                 |
| "12:30" | 2014 | 2  | —  | —  | —  | - COR : plus de 1 098 060                    | Time                      |
| "Gotta Go To Work" | 2015 | 4  | —  | —  | —  | - COR : plus de 518 862                      | Ordinary                  |
| "YeY" | 2015 | 3  | —  | —  | —  | - COR : plus de 409 123                      | Ordinary                  |
| "Butterfly" | 2016 | 8  | —  | —  | —  | - COR : plus de 295 940                      | Highlight                 |
| "Ribbon" | 2016 | 4  | —  | —  | —  | - COR : plus de 473 540                      | Highlight                 |
| Japonais |      |    |    |    |    |                                              |                           |
| "Shock" | 2011 | 4  | 2  | 5  | —  | - JPN : plus de 60 486 - COR : plud de 3 972 | So Beast                  |
| "Bad Girl" | 2011 | —  | 3  | 10 | —  | - JPN : plus de 55 588                       | So Beast                  |
| "Midnight -Hoshi wo Kazoeru Yoru-" | 2012 | —  | 6  | 34 | —  | - JPN : plus de 26 042                       | BEAST Japan Best          |
| "Sad Movie／Christmas Carol no Koro ni wa" | 2013 | —  | 10 | —  | —  | - JPN : plus de 17 475                       | BEAST Japan Best          |
| "Adrenaline" | 2014 | —  | 5  | —  | —  | - JPN : plus de 33 598                       | BEAST Japan Best          |
| "Kimi Wa Dou? (How About You?)" | 2014 | —  | 5  | —  | —  | - JPN : plus de 42 061                       | Non issu d'un album       |
| "One" | 2015 | —  | 9  | 39 | —  | - JPN : plus de 21 681                       | Guess Who?                |
| "Hands Up" | 2015 | —  | 4  | 13 | —  | - JPN : plus de 39 009                       | Guess Who?                |
| "Can't Wait to Love You" | 2015 | —  | 10 | —  | —  | - JPN : plus de 22 885                       | Guess Who?                |
| "This Is My Life" | 2015 | —  | 9  | 47 | —  | - JPN : plus de 23 270                       | Guess Who?                |
| "#TBM" | 2015 | —  | 21 | —  | —  | - JPN : plus de 11 475                       | Guess Who?                |
| "YeY" | 2015 | —  | —  | —  | —  | - JPN : plus de 2 634                        | Guess Who?                |
| "Only One" | 2015 | —  | 39 | —  | —  | - JPN : plus de 9 451                        | Guess Who?                |
| "All Is in You" | 2015 | —  | —  | —  | —  | - JPN : plus de 4 897                        | Guess Who?                |
| "Saigo no Hitokoto" | 2015 | —  | 3  | 6  | —  | - JPN : plus de 37 986                       | Guess Who?                |
| "Stay Forever Young" | 2015 | —  | 11 | 19 | —  | - JPN : plus de 16 451                       | Guess Who?                |
| "Guess Who?" | 2016 | —  | 5  | 12 | —  | - JPN : plus de 20 473                       | Guess Who?                |
| "Freaking Cute" | 2016 | —  | 7  | —  | —  | - JPN : plus de 28 493                       | Day/Night                 |
| "Whole Lotta Lovin" | 2016 | —  | 6  | —  | —  | - JPN : plus de 26 530                       | Day/Night                 |
| "—" signifie que le morceau ne s'est pas classé ou n'est pas sorti dans cette région. Note: Billboard Korea K-Pop Hot 100 a été introduit en août 2011 mais s'est arrêté en juillet 2014. |      |    |    |    |    |                                              |                           |

## Autres chansons classées
| Année                                                                                       | Titre                                                      | Meilleures positions | Meilleures positions | Album    |
| Année                                                                                       | Titre                                                      | COR                  | KOR K-Pop            | Album    |
| Coréen                                                                                      | Coréen                                                     | Coréen               | Coréen               | Coréen   |
| ------------------------------------------------------------------------------------------- | ---------------------------------------------------------- | -------------------- | -------------------- | -------- |
| 2010                                                                                        | "When The Door Closes (문이 닫히면)" (Doojoon et Dongwoon) | 20                   | —                    | My Story |
| 2010                                                                                        | "Thanks To" (Junhyung and Yoseob)                          | 46                   | —                    | My Story |
| 2010                                                                                        | "Let It Snow" (Hyunseung and Gikwang)                      | 87                   | —                    | My Story |
| "—" montre qu'aucun classement n'a été atteint ou que ce n'est pas sorti dans cette région. |                                                            |                      |                      |          |

## Bande originale
| Annér | Titre            | Série TV/Film                   |
| ----- | ---------------- | ------------------------------- |
| 2009  | "Crazy"          | Attack the Gas Station 2 (Film) |
| 2010  | "Ready Go"       | KBS2 Master of Study            |
| 2010  | "Loving U"       | MBC All My Love                 |
| 2011  | "Because Of You" | MBC My Princess                 |
| 2012  | "Hateful Person" | KBS2 Big                        |
| 2013  | "Black Paradise" | KBS2 Iris II                    |

## Vidéographie

### Clips vidéos
| 2009     | Bad Girl                            | 3:38 |
| 2010     | Shock                               | 4:19 |
| 2010     | Take Care of My Girlfriend (Say No) | 3:20 |
| 2010     | Breath                              | 4:18 |
| 2010     | Beautiful                           | 7:15 |
| 2011     | Fiction                             | 5:06 |
| 2011     | I Like You The Best                 | 8:08 |
| 2011     | Skinny Baby (avec Apink)            | 3:30 |
| 2012     | Mystery (Special)                   | 2:16 |
| 2012     | Beautiful Night                     | 3:47 |
| 2013     | 5! My Baby (avec Apink)             | 3:27 |
| 2013     | I'm Sorry                           | 5:11 |
| 2013     | Shadow                              | 3:44 |
| 2014     | No More                             | 4:04 |
| 2014     | Good Luck                           | 4:09 |
| 2014     | 12:30                               | 4:07 |
| 2015     | Gotta Go To Work                    | 3:19 |
| 2015     | YeY                                 | 3:46 |
| 2016     | Butterfly                           | 3:41 |
| 2016     | Ribbon                              | 4:31 |
| Japonais |                                     |      |
| 2011     | Shock                               | 4:10 |
| 2011     | Bad Girl                            | 3:14 |
| 2012     | Midnight (Hoshi wo Kazoeru Yoru)    | 3:52 |
| 2014     | Adrenaline                          | 3:49 |
| 2015     | Kimi wa Dou?                        | 3:29 |
| 2015     | One                                 | 3:01 |
| 2015     | Hands Up                            | 3:28 |
| 2015     | Can't Wait to Love You              | 3:38 |
| 2015     | This is My Life                     | 3:54 |
| 2015     | Throw Back Memories                 | 4:26 |
| 2015     | Yey (Japanesse Version)             | 3:47 |
| 2015     | Only One (Short Ver.)               | 1:46 |
| 2015     | All Is In U                         | 3:28 |
| 2015     | Saigono Hitokoto                    | 3:58 |
| 2015     | Stay Forever Young                  | 3:20 |
| 2016     | Guess Who?                          | 3:05 |